# Municipio de Champion (Dakota del Norte)
El municipio de Champion (en inglés: Champion Township) es un municipio ubicado en el condado de Williams en el estado estadounidense de Dakota del Norte. En el año 2010 tenía una población de 16 habitantes y una densidad poblacional de 0,17 personas por km².

## Geografía
El municipio de Champion se encuentra ubicado en las coordenadas 48°24′37″N 103°13′21″O / 48.41028, -103.22250. Según la Oficina del Censo de los Estados Unidos, el municipio tiene una superficie total de 93.21 km², de la cual 92,9 km² corresponden a tierra firme y (0,33 %) 0,31 km² es agua.

## Demografía
Según el censo de 2010, había 16 personas residiendo en el municipio de Champion. La densidad de población era de 0,17 hab./km². De los 16 habitantes, el municipio de Champion estaba compuesto por el 100 % blancos. Del total de la población el 0 % eran hispanos o latinos de cualquier raza.